# Gonomyia (Leiponeura) spicata
Gonomyia (Leiponeura) spicata is een tweevleugelige uit de familie steltmuggen (Limoniidae). De soort komt voor in het Neotropisch gebied.